# Acontia phaenna
Acontia phaenna är en fjärilsart som beskrevs av Druce 1889. Acontia phaenna ingår i släktet Acontia och familjen nattflyn. Inga underarter finns listade i Catalogue of Life.